# Peru, Maine
Peru är en kommun (town) i Oxford County i Maine. Vid 2010 års folkräkning hade Peru 1 541 invånare.